# Rob Levin
Robert Levin, meglio noto come lilo (16 dicembre 1955 – Houston, 15 settembre 2006), è stato un programmatore statunitense.
È stato il fondatore del network IRC freenode e presidente del Peer-Directed Projects Center (PDPC).
Programmatore di computer dal 1968, lavorò come amministratore e programmatore di applicazioni sin dal 1978. Dal 1994, lavorò per favorire l'uso dell'Internet Relay Chat per i progetti di software libero e open source.
Il 12 settembre 2006 fu investito da un'automobile ad Houston, in Texas, mentre stava andando in bicicletta. È stato riferito che non stava indossando il caschetto di sicurezza. Dopo l'incidente fu ricoverato in ospedale per alcuni giorni, e morì il 15 settembre.
Lasciò la moglie Debbie e il figlio Benjamin.

## Origine del soprannome
A differenza di quanto creduto da molti, il suo soprannome non deriva dal Linux Loader, né dal film Lilo & Stitch. Deriva invece da Linea calda Ophiucus di John Varley, nel quale lilo è il personaggio femminile principale della storia.